# Klavdia Koulitchevskaïa
Klavdia Mikhaïlovna Koulitchevskaïa (Клавдия Михайловна Куличевская), née le 25 octobre/6 novembre 1861 et morte à Tokyo en 1923, est une danseuse et pédagogue russe.

## Biographie
Klavdia Koulitchevskaïa termine en 1880 l'Académie impériale théâtrale de Saint-Pétersbourg où elle a eu comme pédagogue Lev Ivanov. Elle est prise ensuite dans la troupe du Ballet impérial.
Pendant ses classes à l'Académie, elle sympathise avec Mathilde Kschessinska et pendant sa carrière l'accompagnera en tournée et comme chorégraphe lui fera quelques nouveaux numéros chorégraphiques, dont la danse nocturne sur une musique de Chopin (costumes de Léon Bakst), danse à laquelle elle invite comme partenaire Vaslav Nijinsky.
Klavdia Koulitchevskaïa passe vingt ans sur la scène du Théâtre Mariinsky, de 1880 à 1901, et fait ses adieux dans le ballet La Camargo de Minkus. Parmi ses rôles, l'on peut distinguer Graziella, (Graziella de Pugni), la comtesse (La Femme capricieuse d'Adam et Pugni), Ilka (La Forêt enchantée de Drigo), la Fée-Or (La Belle au bois dormant, de Tchaïkovski), une danse solo (Cendrillon de Vietinghoff-Scheel), Hébé (Le Réveil de Flore de Drigo), Clémence, l'amie de Raymonda (Raymonda de Glazounov), Marinette (Les Ruses de l'amour de Glazounov).
Elle quitte la scène en 1901 se consacrant à l'enseignement à l'école où elle a été formée. Parmi ses élèves, l'on peut citer Olga Spessivtseva, Gali Bolchakova, Evguénia Bieber, Félia Doubrovskaïa, etc. Pour les spectacles de fin d'année, elle chorégraphie quelques numéros comme Le Jeu des papillons sur une musique d'Émile Waldteufel pour Vaslav Nijinsky et Julie Sedova, en 1907, ainsi que des ballets ; elle revisite Le Conte de la nuit blanche pour la Spessivtseva. 
La Révolution d'Octobre marque l'arrêt de ses activités pédagogiques. Elle quitte la Russie quelque temps plus tard et son sort est inconnu. Elle meurt en émigration à Tokyo au Japon en 1923.
Elle est représentée dans l'une des lithographies de l'album de Nicolas et Serge Legat Le Ballet russe en caricatures (Saint-Pétersbourg, 1903).